# 雷德阿普爾 (阿拉巴馬州)
雷德阿普爾（英語：Red Apple）是一個位於美國阿拉巴馬州馬歇爾縣的鬼鎮。由於此地已於1903年被荒廢，本地已無人居住。

## 地理
雷德阿普爾的座標為34°10′57″N 86°12′02″W / 34.18250°N 86.20056°W，而該地的平均海拔高度為309米（即1014英尺）。